# Лейд, Коннор
Коннор Кук Лейд (англ. Connor Cooke Lade; родился 16 ноября 1989 года в Морристауне, США) — американский футболист, полузащитник.

## Клубная карьера
Лейд — воспитанник клуба «Нью-Йорк Ред Буллз».
В 2008—2011 годах Коннор покидал стан «красных быков» ради обучения в Университете Сент-Джонс, во время которого выступал за команду учебного заведения.
5 декабря 2011 года клуб MLS «Нью-Йорк Ред Буллз» подписал контракт с Лейдом по правилу доморощенного игрока. Его профессиональный дебют состоялся 14 апреля 2012 года в матче против «Сан-Хосе Эртквейкс», в котором он вышел на замену во втором тайме вместо Роя Миллера. Свой первый гол в профессиональной карьере он забил 29 мая 2012 года в матче Открытого кубка США против «Чарлстон Бэттери».
28 июля 2014 года для получения игровой практики Коннор на правах аренды перешёл в клуб Североамериканской футбольной лиги «Нью-Йорк Космос». 3 августа в поединке против «Каролина Рэйлхокс» он дебютировал в подэлитном дивизионе США.
Вернувшись из аренды, 22 октября 2014 года в матче группового этапа Лиги чемпионов КОНКАКАФ 2014/15 против канадского «Монреаль Импакт» Лейд забил гол.
13 июля 2016 года в матче против «Орландо Сити» он забил свой первый гол в MLS. 7 августа в матче против «Лос-Анджелес Гэлакси» Лейд порвал переднюю крестообразную связку правого колена, из-за чего был вынужден пропустить остаток сезона 2016.
23 октября 2019 года Коннор Лейд объявил о завершении футбольной карьеры.

## Международная карьера
Во время обучения в университете Лейд вызывался в тренировочные лагеря молодёжной сборной США.
6 января 2013 года Лейд был вызван в тренировочный лагерь сборной США, завершавшийся товарищеским матчем со сборной Канады, но в заявку на матч, состоявшийся 29 января, не был включён.

## Достижения
«Нью-Йорк Ред Буллз»
- Обладатель Supporters’ Shield (3): 2013, 2015, 2018